# شال‌پازاری
شال‌پازاری (به ترکی استانبولی: Şalpazarı) یک منطقهٔ مسکونی در ترکیه است که در استان ترابزون واقع شده‌است.